# Pedro Mascarenhas (c. 1484-1555)
Pedro Mascarenhas (Mértola, ca. 1484 – Goa, 16 de Junho de 1555) foi um militar, diplomata e administrador colonial português, sendo o 6.º vice-rei e 17.º governador da Índia Portuguesa.
Foi embaixador de Portugal na Santa Sé, onde desenvolveu esforços junto do papa Paulo III para a vinda da Companhia de Jesus para as missões na Índia, a pedido do Rei D. João III e de Diogo de Gouveia. A 15 de Março de 1540, finda a sua missão, regressou a Portugal na companhia de Francisco Xavier.
Em 1554 foi nomeado vice-rei da Índia Portuguesa com sede em Goa, cargo que ocupou durante um ano até à sua morte em 1555.
Ele foi o primeiro europeu a descobrir a ilha de Diego Garcia no Oceano Índico em 1512. Ele também encontrou a Maurícia (português europeu) ou Maurício (português brasileiro) em 1512, embora ele pode ter não sido o primeiro explorador Português a fazê-lo; expedições anteriores de Diogo Dias e Afonso de Albuquerque, juntamente com Diogo Fernandes Pereira podem ter encontrado as ilhas.
Em 1528 o explorador Diogo Rodrigues (após os quais a ilha de Rodrigues é nomeada) nomeou as ilhas de Reunião, Maurícias e Rodrigues de Ilhas Mascarenhas, em homenagem a Pedro Mascarenhas.
Mascarenhas serviu como capitão-mor da Malaca Portuguesa (1525-1526). 
Ele era embaixador de Portugal junto da Santa Sé, onde ele apelou ao papa Paulo III para a vinda dos primeiros jesuítas para as missões portuguesas na Índia, a pedido de D. João III e Diogo de Gouveia. Sua missão terminou em 15 de março de 1540, quando ele viajou de volta para Portugal, juntamente com Francisco Xavier.  
Ele foi vice-rei em Goa, capital das possessões portuguesas na Ásia, a partir de 1554 até sua morte em 1555, em Goa. Ele foi sucedido como vice-rei por Francisco Barreto. Enquanto vice-rei da Índia Portuguesa, na direção do rei de Portugal enviou os Padres James Dias e Gonçalo Rodrigues para a Etiópia, a fim de determinar se o Imperador Galavdevos seria receptivo a receber um Patriarca ungido pela Igreja Católica. 

## Outras fontes bibliográficas
- Sousa, Manuel de Faria e (1649), Asia Portuguesa, tomo II. Lisboa: Officina de Antonio Craesbeeck, 1674. Diversas páginas.
- Andrade, Francisco de (1613), Crónica do muyto alto e muito poderoso Rey destes Reynos de Portugal Dom João o III. Lisboa: Jorge Rodriguez, 1613. Diversas páginas.